# Honda VTR 1000
La Honda VTR 1000 SP è una motocicletta prodotta dalla casa motociclistica giapponese Honda dal 2000 al 2006, denominata anche Honda RC51, Honda RVT 1000 R (queste ultime due denominazioni per il mercato statunitense) e Honda VTR1000 SP1-SP2.

## Descrizione
Nel 2000 la Honda, sfruttando come base lo stesso motore della Honda VTR 1000 F, presenta la VTR 1000 utilizzando una versione aggiornata e rivista (alesaggio e corsa) dello stesso bicilindrico, dotato però dell'alimentazione a iniezione elettronica. Con due diverse versioni della VTR, denominate con i suffissi SP-1 e SP-2, prodotti rispettivamente nel 2000 e 2001 e dal 2002 al 2006, la Honda prese parte al campionato mondiale Superbike, dove con Colin Edwards ottenne il titolo iridato nel 2000 e nel 2002
Al debutto commerciale la VTR SP-1 si presentava molto più sportiva della gamma Honda del periodo, presentando carter motore marchiati HRC, coperchio frizione e volano in magnesio, strumentazione completamente digitale e copertura del codino posteriore in plastica monoposto con il sellino per il passeggero che veniva fornito in dotazione da applicare al posto della copertura stessa. 
Era disponibile un kit di potenziamento motore non destinato all'uso stradale, che innalzava le prestazioni. Il kit di potenziamento spostava, come sulla versione da gara, i radiatori dalla posizione laterale, tipica della VTR, alla classica posizione anteriore. Particolarità della moto era la presa d'aria anteriore al centro del cupolino, che attraversava il canotto dello sterzo.